# 铸币厂塔
43°45′59.09″N 11°16′6.70″E / 43.7664139°N 11.2685278°E

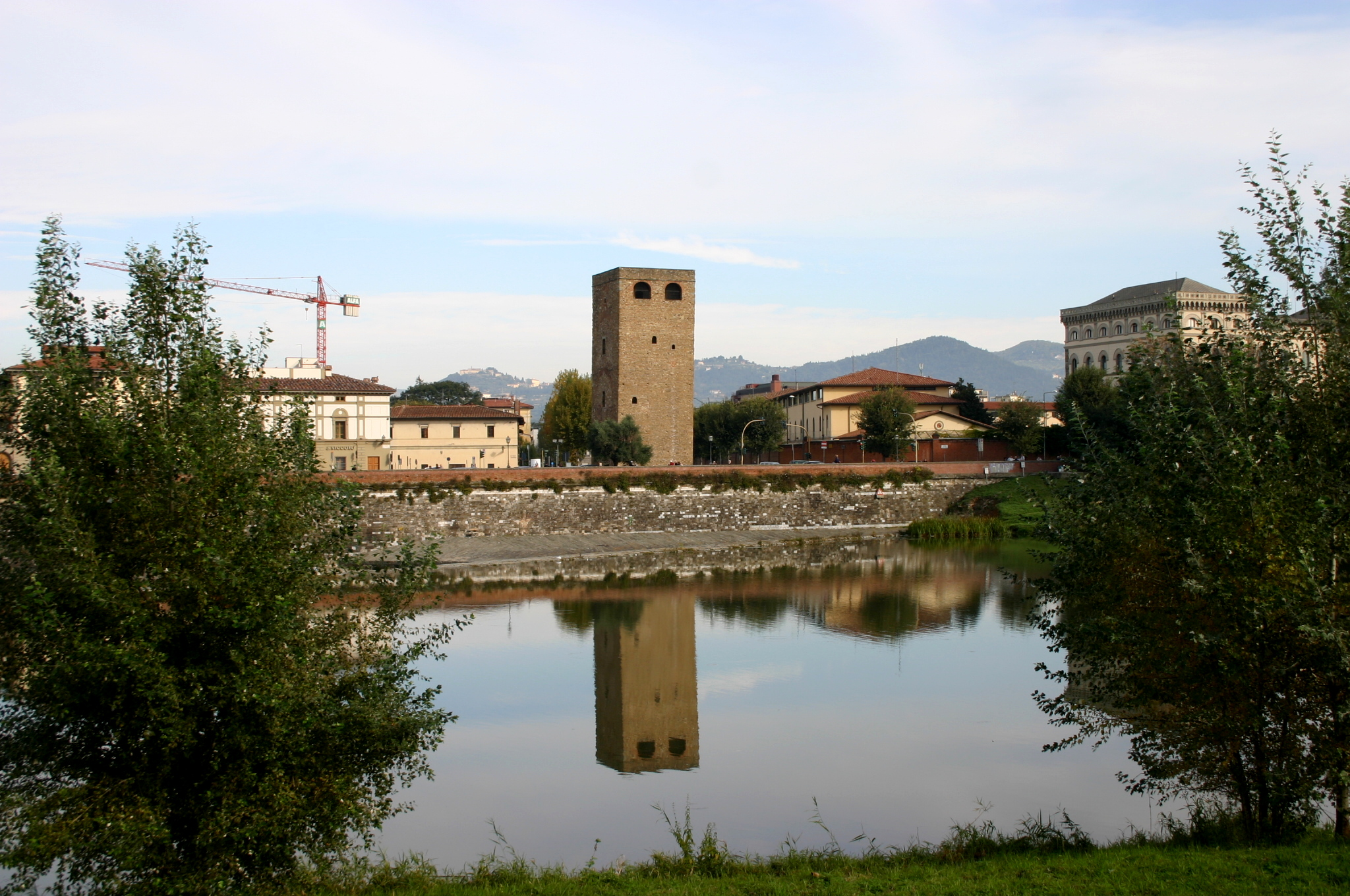
从河对岸看铸币厂塔

铸币厂塔（Torre della Zecca）是意大利佛罗伦萨古城区东端，阿诺河北岸的一座古塔，位于环形林荫大道沿线的皮亚韦广场中央。与附近的旧铸币厂堤岸（Lungarno della Zecca Vecchia）同名。

## 历史

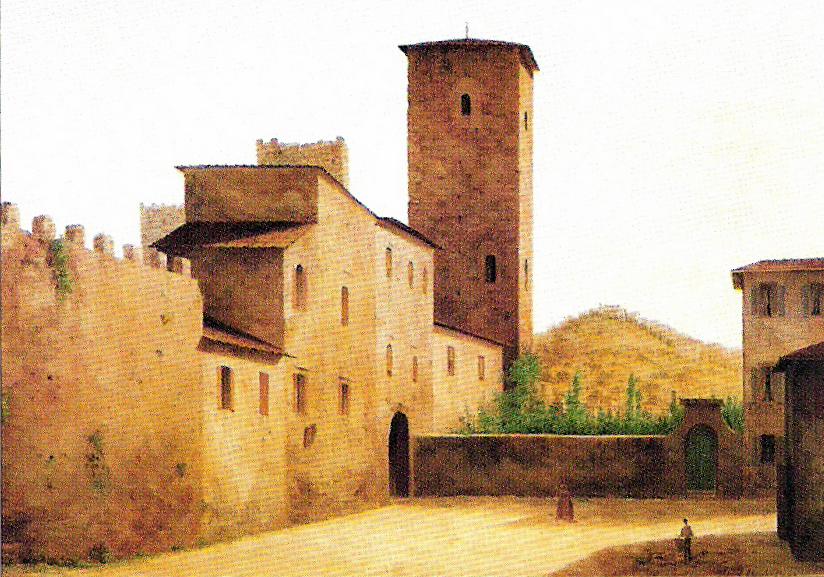

铸币厂塔原是佛罗伦萨中世纪城墙的一部分，与圣尼各老塔（torre di San Niccolò）对峙于阿诺河南北两岸，两塔之间的圣尼各老水坝（pescaia di San Niccolò）起到阻止敌人船只通行的作用。

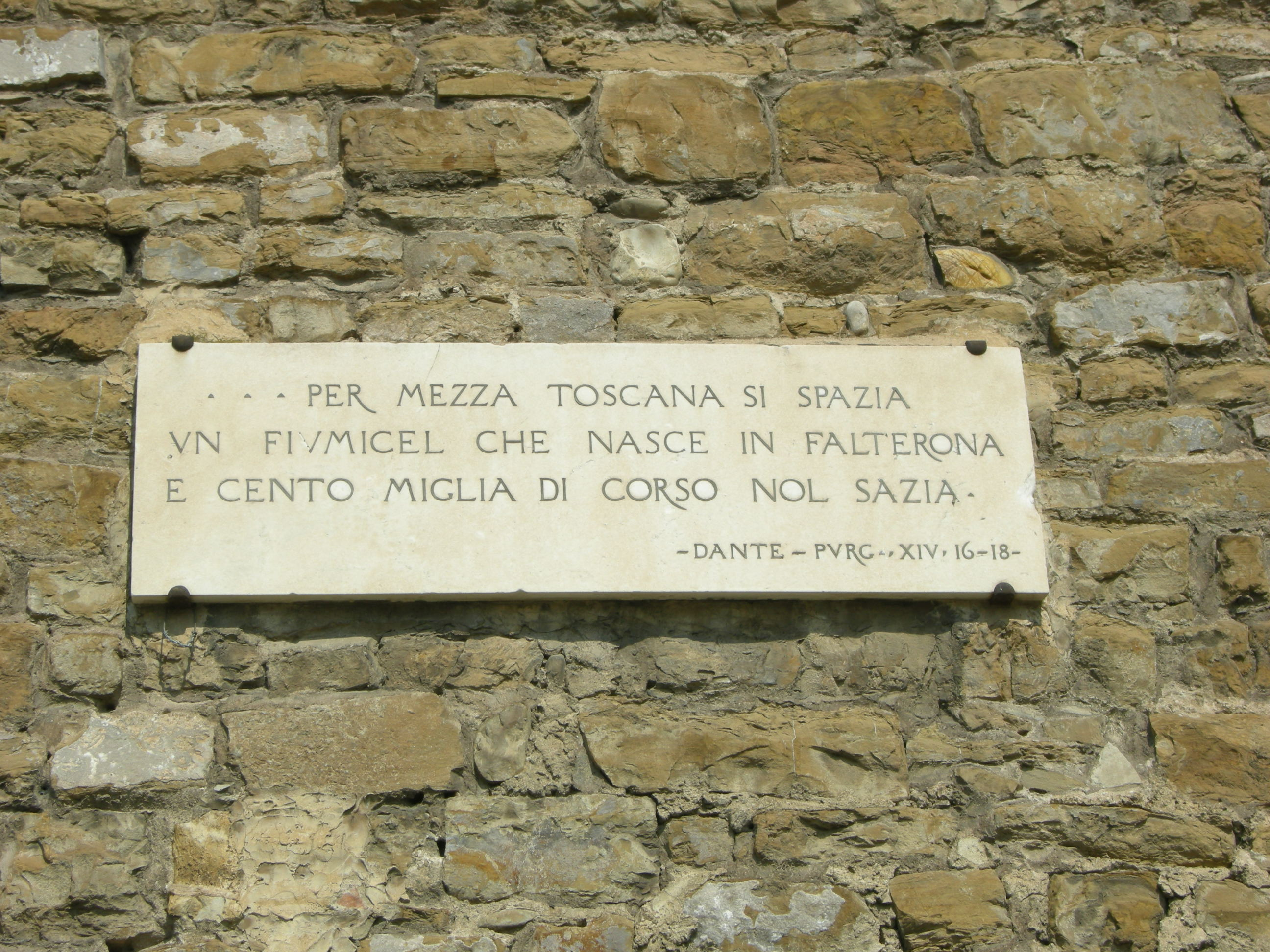
但丁牌匾